# Preghiera eucaristica III
La Preghiera Eucaristica III è una preghiera per la consacrazione del pane e del vino nel Rito romano della Chiesa cattolica. "Loda Dio Padre per tutto ciò che fa per tutte le creature, facendo vivere e santificando l'universo".

## Storia
La Preghiera Eucaristica III è una preghiera eucaristica nuova, che non adotta come modelli testi liturgici antichi. Viene comunemente chiamata "canone di Paolo VI", dal nome del Papa che l'ha approvata, anche se si ritiene che ne sia stato estensore materiale in massima parte il liturgista Cipriano Vagaggini.
La preghiera fu composta in tre mesi durante l'estate del 1965 alla biblioteca dell'abbazia di Mont-César di Lovanio e riveduta negli anni successivi, fino alla sua forma finale approvata dal Consilium, l'organo preposto alla riforma liturgica, nell'aprile del 1967, con successiva approvazione del pontefice Paolo VI previa verifica e approvazione anche da parte delle congregazioni interessate dall'introduzione della nuova anafora.

## Testo
(Non ha Prefazio proprio)
Santo
Santo, Santo, Santo il Signore Dio dell'universo.
I cieli e la terra sono pieni della tua gloria.
Osanna nell'alto dei cieli.
Benedetto colui che viene nel nome del Signore.
Osanna nell'alto dei cieli.
Epíclesi sui doni
Veramente santo sei tu, o Padre,
ed è giusto che ogni creatura ti lodi.
Per mezzo del tuo Figlio,
il Signore nostro Gesù Cristo,
nella potenza dello Spirito Santo
fai vivere e santifichi l'universo,
e continui a radunare intorno a te un popolo
che, dall'oriente all'occidente,
offra al tuo nome il sacrificio perfetto.
Ti preghiamo umilmente:
santifica e consacra con il tuo Spirito 
i doni che ti abbiamo presentato
perché diventino il corpo e + il sangue del tuo Figlio,
il Signore nostro Gesù Cristo.
Racconto dell'Istituzione
Egli, nella notte in cui veniva tradito,
prese il pane, ti rese grazie con la preghiera di benedizione,
lo spezzò, lo diede ai suoi discepoli, e disse:
"Prendete, e mangiatene tutti:
questo è il mio Corpo
offerto in sacrificio per voi."
Allo stesso modo, dopo avere cenato, 
prese il calice,
ti rese grazie con la preghiera di benedizione,
lo diede ai suoi discepoli, e disse:
"Prendete, e bevetene tutti:
questo è il calice del mio Sangue
per la nuova ed eterna alleanza,
versato per voi e per tutti
in remissione dei peccati.
Fate questo in memoria di me."
Acclamazione
Annunziamo la tua morte, Signore,
proclamiamo la tua risurrezione,
nell'attesa della tua venuta.
Memoriale
Celebrando il memoriale
della passione redentrice del tuo Figlio,
della sua mirabile risurrezione
e ascensione al cielo, nell'attesa della sua venuta nella gloria,
ti offriamo, o Padre, in rendimento di grazie,
questo sacrificio vivo e santo.
Epíclesi sui fedeli
Guarda con amore
e riconosci nell'offerta della tua Chiesa
la vittima immolata per la nostra redenzione;
e a noi, che ci nutriamo del corpo e sangue del tuo Figlio,
dona la pienezza dello Spirito Santo
perché diventiamo, in Cristo, un solo corpo e un solo spirito.
Intercessioni
Lo Spirito Santo faccia di noi 
un'offerta perenne a te gradita,
perché possiamo ottenere il regno promesso insieme con i tuoi eletti:
con la beata Maria, Vergine e Madre di Dio, San Giuseppe,suo sposo, con i tuoi santi apostoli, i gloriosi martiri,[san N.:santo del giorno o patrono]
e tutti i santi, nostri intercessori presso di te.
Ti preghiamo, o Padre,
questo sacrificio della nostra riconciliazione 
doni pace e salvezza al mondo intero.
Conferma nella fede e nell'amore
la tua Chiesa pellegrina sulla terra:
il tuo servo e nostro Papa N., il nostro Vescovo N.,
l'ordine episcopale, i presbiteri, i diaconi
e il popolo che tu hai redento.
Ascolta la preghiera di questa famiglia,
che hai convocato alla tua presenza.
Ricongiungi a te, padre misericordioso,
tutti i tuoi figli ovunque dispersi.
e tutti coloro che, in pace con te, hanno lasciato questo mondo;
concedi anche a noi di ritrovarci insieme
a godere per sempre della tua gloria,
in Cristo, nostro Signore,
per mezzo del quale tu, o Dio, doni al mondo ogni bene.
Dossologia
Per Cristo, con Cristo e in Cristo,
a te, Dio Padre onnipotente,
nell'unità dello Spirito Santo,
ogni onore e gloria per tutti i secoli dei secoli.
Amen.